# Mayonaka ni Kawashita Yakusoku ~Bara no Konrei~
Mayonaka ni Kawashita Yakusoku ~Bara no Konrei~ (jap. 真夜中に交わした約束～薔薇の婚礼～) - trzynasty singel Malice Mizer wydany 30 października 2001. 

## Lista utworów
1. Mayonaka ni Kawashita Yakusoku
2. Mayonaka ni Kawashita Yakusoku (Instrumental)
3. Seinaru Toki Eien no Inori (Instrumental)
4. Chikasuimyaku no Meiro (Instrumental)